# Brainbench
Brainbench — компания и Интернет-сайт, предоставляющие услуги онлайн экзаменов (тестирование и сертифицирование преимущественно в области информационных технологий).
Некоторые Brainbench-экзамены доступны бесплатно, в то время как другие осуществляются на платной основе.
Тесты классифицируются следующим образом:
- Платные — тесты, которые требуют оплаты, чтобы участвовать в экзаменах.
- Бесплатные — тесты, не требующие оплаты и после окончании которых выдается сертификат[2] (высылается в бумажном виде на географический почтовый адрес клиента).
- Бета-тесты — предварительное тестирование, где после окончания тестирования сертификат не выдается.

В случае сдачи теста на «Отлично», выдаётся сертификат с печатью Master в верхнем левом углу документа.
Brainbench предоставил свои услуги более, чем 5000 корпоративных клиентов и более 6 миллионам физических лиц.

## История
Компания Brainbench была основана в январе 1998 года (до 8 декабря 1999 года название было Techmetrics).
Позже была приобретена компанией PreVisor, которая в 2011 году объявила о слиянии с компанией SHL (под брендом SHL).

## Интересный факт
В Рунете имеются аналоги подобного сервиса, одним из которых является сайт учебного центра «Специалист» при МГТУ им. Н. Э. Баумана.